# Tweestippelig lieveheersbeestje

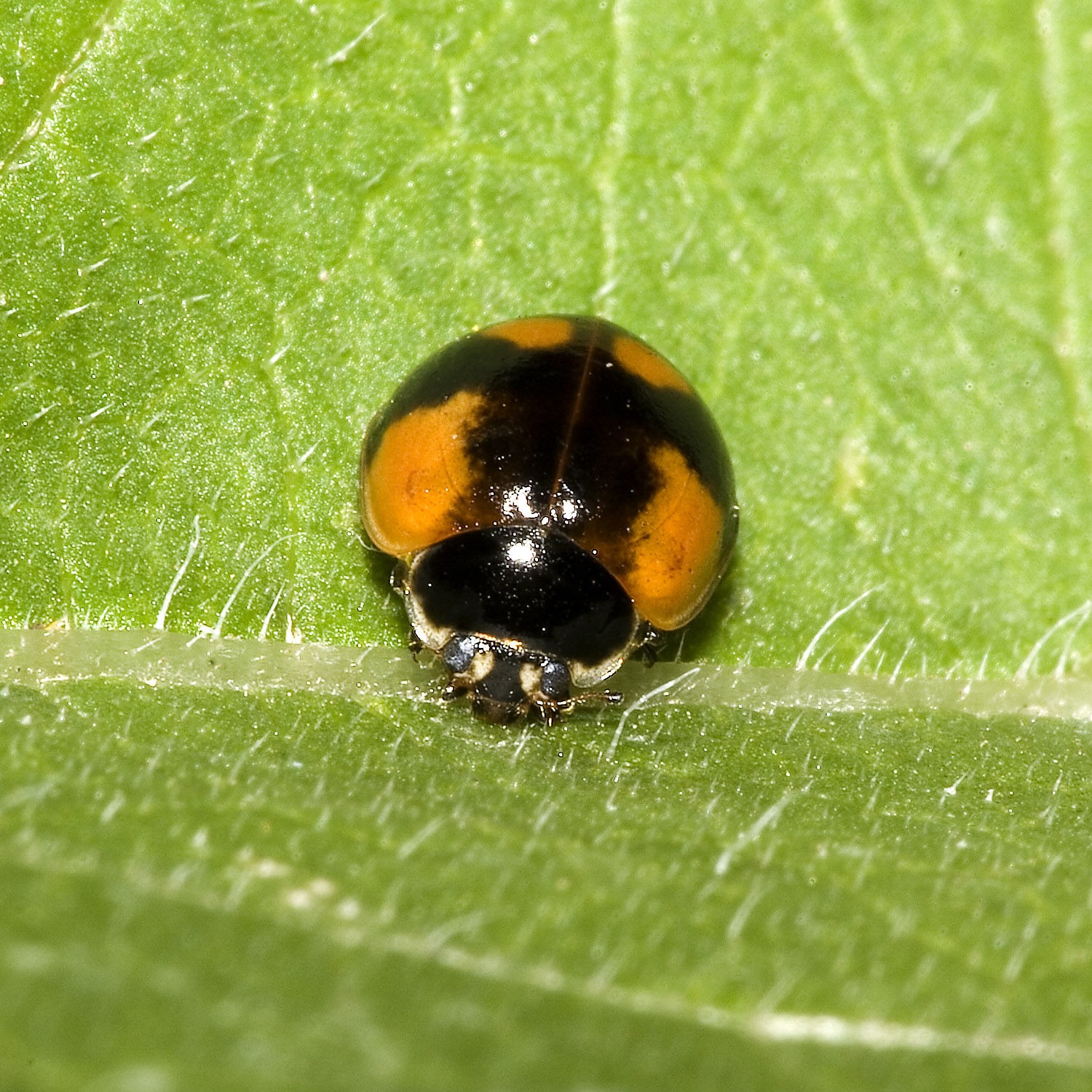
Zwarte vorm

Het tweestippelig lieveheersbeestje (Adalia bipunctata) is een kever uit de familie lieveheersbeestjes (Coccinellidae). De wetenschappelijke naam van de soort werd in 1758 als Coccinella bipunctata gepubliceerd door Carl Linnaeus.

## Kenmerken
Het tweestippelig lieveheersbeestje bereikt een lengte tussen 3,5 en 6 millimeter, waarmee het een van de kleinere soorten lieveheersbeestjes is.
De dekschilden van deze soort zijn vaak rood gekleurd met op ieder dekschild een zwarte stip. Het halsschild is dan zwart met aan weerszijden een grote witte vlek. De kop heeft over het algemeen ook witte stipjes. Het tweestippelig lieveheersbeestje heeft zwarte pootjes. Er is veel variatie in de kleur van de dekschilden, en er is ook een vorm die juist 'andersom' gekleurd is: geheel zwart met op ieder dekschild twee rode vlekken. Hierdoor is deze soort te verwarren met het viervleklieveheersbeestje (Exochomus quadripustulatus), maar deze laatste soort mist altijd de witte oogvlekken op het halsschild, die de tweestip vaak wel heeft, maar niet altijd. De belangrijkste verschillen zijn het iets bollere schild van het viervleklieveheersbeestje, en de wat platte rand rondom het schild die aan een bolhoed doet denken. Aan de basis van de veelkleurigheid van het tweestippelig lieveheersbeestje ligt een genetisch dimorfisme waarbij de melanische vorm (zwarte) dominant is over de rode vorm. De genetische variatie is echter groot en verschillende tussenvarianten komen voor waarbij stippen en vlekken in elkaar overlopen. Een net uit de pop gekropen tweestippelig lieveheersbeestje is nog geel van kleur; de zwarte en rode kleurstoffen worden gedurende een paar kwartier aangemaakt waarna de kever gekleurd en hard is.

## Verspreiding
Het tweestippelig lieveheersbeestje komt voor in grote delen van Europa; de soort is hier zeer algemeen. Ook in Azië komt de kever voor, evenals in Noord-Amerika, maar daar is de soort geïntroduceerd.
In het westen en noorden van Nederland komen vooral rode exemplaren voor en in het oosten en zuiden vooral zwarte kevers. De variatie is gecorreleerd met de hoeveelheid zonuren in die gebieden. Zwarte kevers warmen sneller op en kunnen dus eerder actief zijn.

## Voedsel en vijanden
Zowel de larve als de volwassen kever leven van bladluizen op allerlei planten, meestal houtige soorten. Ze eten echter ook andere insecten, waaronder eitjes en larven van de eigen soort. Vrouwtjes eten echter in het algemeen niet hun eigen nakomelingen, en jonge larven niet de eitjes van hun ouders. Op sommige plaatsen komt het tweestippelig lieveheersbeestje massaal voor. Een belangrijke vijand van deze soort zijn mieren, met name de wegmier (Lasius niger), die dol is op de honingdauw die door bladluizen wordt uitgescheiden. De mieren verdedigen de luizen en verjagen de kevers. De larven van het lieveheersbeestje worden soms door de mier van de plant afgeworpen.
De kever scheidt bij gevaar een geel gekleurde substantie uit die stinkt en zeer bitter smaakt. Deze vloeistof wordt tussen de femur-tibiale gewrichten van de poten uitgeperst en wordt ook wel reflexbloed genoemd. De bittere stof is de alkaloïde adeline wat verwant is aan stoffen die andere lieverheersbeestjes in het reflexbloed hebben. Vogels die een lieveheersbeestje oppakken krijgen het spul in hun bek en laten de kever vallen. Het rood-zwarte kleurpatroon wordt hierdoor weleens als waarschuwingskleuren opgevat.

## Voortplanting
Het nageslacht van deze kevers bestaat voor 80 tot 90 procent uit vrouwelijke nakomelingen. Dit heeft te maken met symbiontische bacteriën die in de geslachtscellen van het vrouwtje leven. Deze veroorzaken het samensmelten van twee X-chromosomen zodat er dus weer een vrouwtje uit het ei kruipt. Ook hebben onderzoekers van de Universiteit van West-Australië in Perth, in 2005 ontdekt dat de Adalia bipunctata vanwege zijn promiscuïteit een verhoogd risico loopt op het krijgen van een geslachtsziekte. Hierbij kan in één zomer een populatie voor 90 procent besmet raken.

## Gewasbescherming
Het tweestippelig lieveheersbeestje is populair als bladluizenverdelger en is zelfs via internet te verkrijgen voor in de tuin of kas. Ook is de soort gemakkelijk zelf te kweken. De eitjes zijn langwerpig en oranjegeel van kleur, en worden in groepjes in een bladluizenkolonie gelegd zodat de larve meteen iets te eten heeft. Direct uit het ei eet de larven al bladluizen, na drie stadia verpopt de langwerpige, borstelige larve in een druppel-achtige pop.
Aan de Universiteit Leiden wordt onderzoek gedaan naar de inzetbaarheid van vleugelloze tweestippelige lieveheersbeestjes. Een aantal exemplaren zijn in het wild gevonden. De individuen bleken vruchtbaar en het was mogelijk om er een kweek van te maken.

## Trivia
- Het tweestippelig lieveheersbeestje is door het Entomologisch genootschap van Letland uitgeroepen tot het nationale insect van Letland.[8]